# 紀元前519年
紀元前519年（きげんぜん519ねん）は、西暦（ローマ暦）による年。
紀元前1世紀の共和政ローマ末期以降の古代ローマにおいては、ローマ建国紀元235年として知られていた。紀年法として西暦（キリスト紀元）がヨーロッパで広く普及した中世時代初期以降、この年は紀元前519年と表記されるのが一般的となった。

## 他の紀年法
- 干支 : 壬午
- 日本
  - 皇紀142年
  - 安寧天皇30年
- 中国
  - 周 - 敬王元年
  - 魯 - 昭公23年
  - 斉 - 景公29年
  - 晋 - 頃公7年
  - 秦 - 哀公18年
  - 楚 - 平王10年
  - 宋 - 元公13年
  - 衛 - 霊公16年
  - 陳 - 恵公15年
  - 蔡 - 悼侯3年
  - 曹 - 悼公5年
  - 鄭 - 定公11年
  - 燕 - 平公5年
  - 呉 - 呉王僚8年
- 朝鮮
  - 檀紀1815年
- ベトナム :
- 仏滅紀元 : 26年
- ユダヤ暦 : 3242年 - 3243年

## できごと

### 中国
- 晋軍が郊を包囲した。
- 晋が魯の叔孫婼を抑留した。
- 尹圉が王子朝を尹に迎え、敬王側の単旗を破った。
- 呉軍が州来を攻撃したため、楚の蔿越が諸侯の軍を率いて救援に向かった。鶏父で会戦し、呉軍が楚の連合軍を撃破した。
- 楚の蔿越が敗戦の罪を負って自殺した。
- 楚の嚢瓦（子常）が令尹となった。

## 死去
- 悼侯 - 蔡の君主